# (34903) 3037 P-L
3037 P-L (asteroide 34903) é um asteroide da cintura principal. Possui uma excentricidade de 0.11303730 e uma inclinação de 8.42963º.
Este asteroide foi descoberto no dia 24 de setembro de 1960 por Cornelis Johannes van Houten e Ingrid van Houten-Groeneveld e Tom Gehrels em Palomar.